# آورو یورک
آورو یورک (به انگلیسی: Avro York) هواپیمای دو موتوره ترابری، ساخت شرکت بریتانیایی آورو بود.
این هواپیما از روی بمب‌افکن آورو لانکاستر و با تغییراتی (از جمله داشتن سه سکان عمودی) ساخته شد. نخستین نمونه این هواپیما در ۱۹۴۲ پرواز کرد.